# Церковь Непорочного Зачатия Пресвятой Девы Марии (Бобруйск)
Церковь Непорочного Зачатия Пресвятой Девы Марии (бел. Касцёл Беззаганнага Зачацця Найсвяцейшай Дзевы Марыі) — католический храм в городе Бобруйске, Белоруссия. Относится к Бобруйскому деканату Минско-Могилёвского архидиоцеза. Построен в 1901—1903 годах в неоготическом стиле. Расположен по адресу: ул. Октябрьская, д. 121

## История

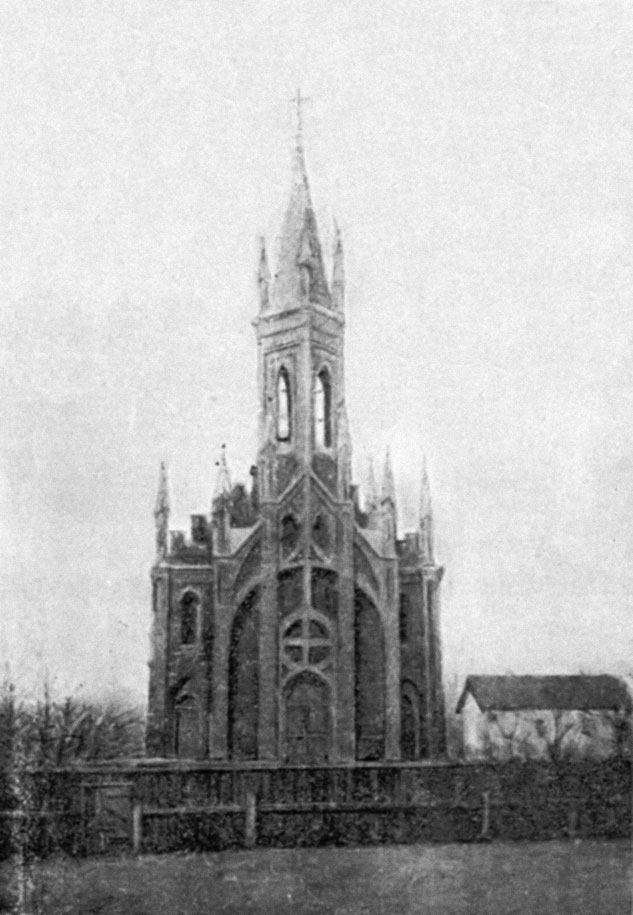
Вид костела в 1914 году

Храм построен в 1901—1903 годах. 9 сентября 1912 года освящение главного алтаря совершил митрополит Минско-Могилевский Винцент Ключинский.
В 1902/1906—1912 годах настоятелем прихода и деканом бобруйским был ксендз-каноник Ян Красовский (умер в 1912). От 1906 до 1920 года в приходе работали ксендзы Витольд Ивицкий, Вацлав Пацевич, Ян Бречко, Винсент Латаревич, Кароль Белинис, Адам Пучкар-Хмелевский.
В 1935—1941 годах службы в церкви запретили, а помещения здания использовали в хозяйственных целях.
В 1921—1944 годах настоятелем прихода был ксендз Феликс Вылижынский. В 1938 году он был заключен в тюрьму в Казахстане, потом находился в лагере около Печоры. После выхода на свободу в июле 1941 года ксендз Вылижынский вернулся на работу в приход, которой курировал к своей смерти осенью 1944 года.
В 1935 году церковь была закрыта, здание использовалось в хозяйственных целях. В 1946 году храм был вновь закрыт. В 1958 году фасад храма был частично разобран, а оставшуюся часть церкви встроили в новое административное здание. В такой архитектурной комбинации храм существует и поныне.
В 1955—1970 годах прихожанами опекал ксендз Мечислав Малынич, который жил в Слуцке.
В 1989 году было принято решение о возвращении храма католическому приходу, тогда началась реставрация. 13 июля 1990 года архиепископ Тадеуш Кондрусевич повторно освятил храм. После реставрации в церкви возобновились богослужения. Административное здание, которое незаконно было пристроено к храму, было передано в собственность города и сейчас[когда?] решается вопрос о возможном снесении пристройки и восстановления фасадной части костёла.
В 2012 году приход торжественно отмечал столетие освящения храма.

## Современные настоятели прихода
| Время управления    | Имя                           |
| ------------------- | ----------------------------- |
| С 13 июля 1990      | Анджей Щенсны                 |
| С 15 марта 1993     | Роман Факсинский              |
| С 30 января 2000    | Антоний Климантович           |
| Февраль-август 2001 | Александр Тарасевич           |
| С 7 августа 2001    | Генрих Акалатович             |
| С 21 августа 2005   | Владимир Русак, администратор |
| С 18 октября 2005   | Юрий Быков                    |
| С 3 августа 2014    | Андрей Ярковец                |
| С 4 октября 2024    | Андрей Таврук                 |